# R&ZV De Amstel
Roei- en Zeilvereniging (R&ZV) De Amstel is een Nederlandse roeivereniging. De vereniging is aangesloten bij de Koninklijke Nederlandse Roeibond en telt circa 700 leden. R&ZV De Amstel voert als kleur donkerblauw; de roeibladen en de kleding zijn donkerblauw met een diagonale witte band.

## Geschiedenis
De vereniging werd opgericht op 11 september 1874 te Amsterdam. Het eerste clubhuis was gelegen aan de rivier de Amstel. In 1944 werd het oude clubgebouw op last van de Duitse bezetter afgebroken. De boten konden worden ondergebracht bij de werf De Valk van J. Hinloopen aan de Oudekerkerdijk bij de Omval.
In 1954 werd het nieuwe clubhuis opgebouwd aan de Hobbemakade, naar ontwerp van de architect Arthur Staal. Het botenhuis aan de achterkant ligt aan het water van De Kom, tussen de Boerenwetering en het Noorder Amstelkanaal.
Sinds 2009 is het gebouw beschermd als gemeentelijk monument.
In 2010-2011 is het gebouw gerenoveerd en uitgebreid onder ontwerp van architect en Erelid Marco Romano.

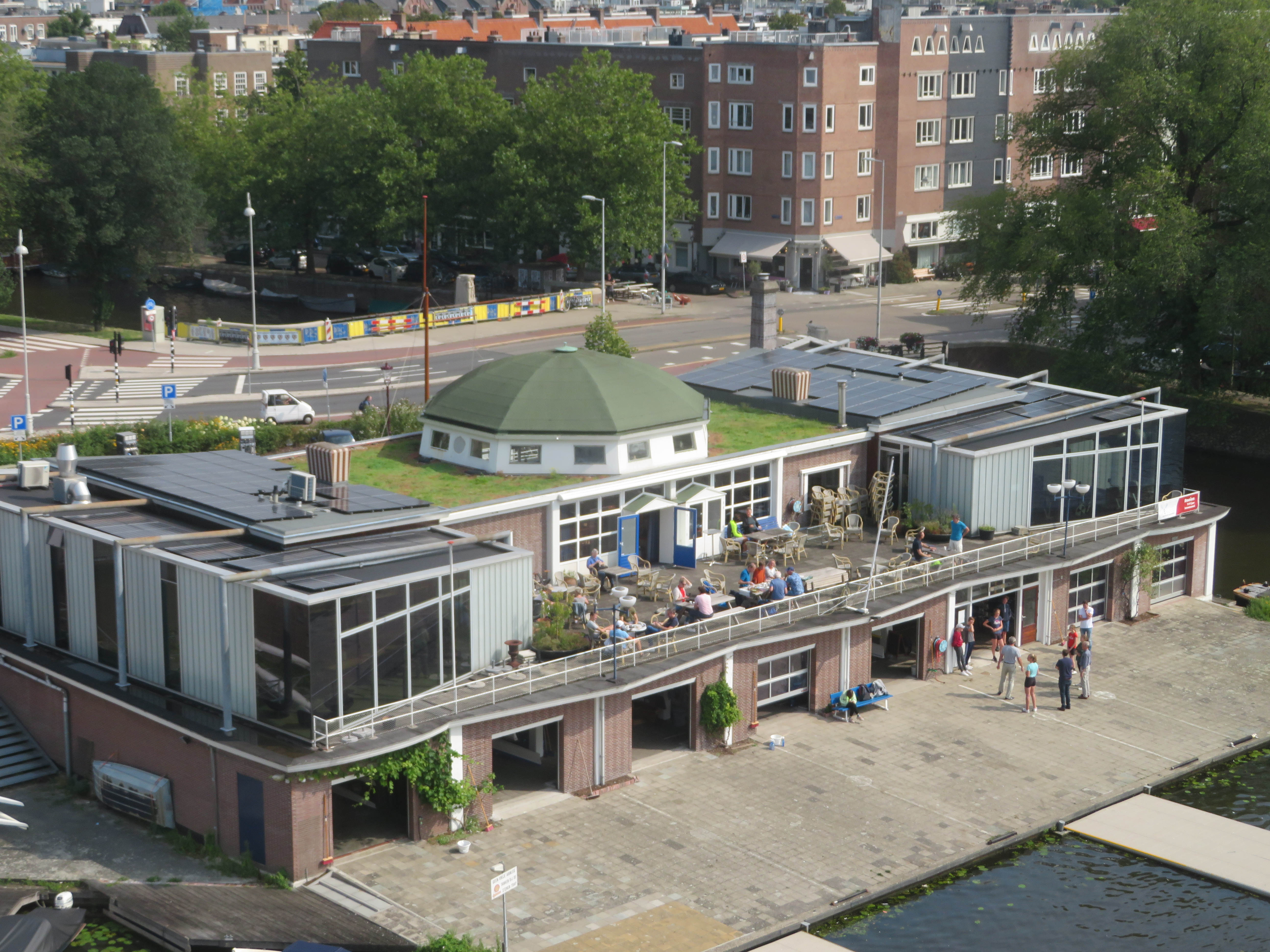
Clubgebouw gefotografeerd vanaf het Apollo Hotel Amsterdam. De PV-panelen op de schuine daken zijn eind juni 2021 in gebruik genomen.

## Wedstrijden
R&ZV De Amstel is elk jaar verantwoordelijk voor roei-evenementen, zoals:
- de Amsteljeugdwedstrijden
- IJmeer Challenge

## Bekende leden
- Bert Gunther, winnaar van de Diamond Challenge Sculls in 1929
- Jan Wienese, goud op de Olympische Spelen van 1968 in Mexico in de skiff (1x)
- D.M. Severiens, erelid, drijvende kracht achter de heropbouw in 1954
- Willem Hultzer, 42 jaar lang actief als voorzitter
- Carl Jurrjens, 32 jaar lang actief als vice-voorzitter en 4 jaar als voorzitter
- Herman van der Linde, 27 jaar lang commissaris Materiaal & Gebouw
- Marijke Harberts[1], auteur en oudste actieve lid

Om de kwaliteit en continuïteit van de roeiboten te kunnen waarborgen, heeft de vereniging een bootsman in dienst. Deze bootsman verzorgt reparaties en onderhoud aan alle boten in de vloot. In vroegere tijden was de bootsman ook verantwoordelijk voor de bouw van nieuwe boten. R&ZV De Amstel heeft drie bootsmannen gekend: Arie Adams (1936-1986), Ruurd van der Schuur (1986-1998) en Olaf de Ronde (1998-2017). Anno 2017 telt de vloot 124 trainings-, toer- en wedstrijdboten. Sinds 2017 bezit De Amstel ook een coastalboot.